# Spirobolus facatus
Spirobolus facatus är en mångfotingart som beskrevs av Karsch 1881. Spirobolus facatus ingår i släktet Spirobolus och familjen Spirobolidae. Inga underarter finns listade i Catalogue of Life.